# Зоран Мамић
Зоран Мамић (Загреб, 30. септембар 1971) је хрватски фудбалски тренер и бивши фудбалер. Играо је на позицији дефанзивног везног играча.

## Успеси
Динамо Загреб
- Прва лига Хрватске (4) : 1992/93,[3] 1995/96,[4] 2005/06,[5] 2006/07.[6]
- Куп Хрватске (3)  : 1993/94[7], 1995/96,[8] 2006/07.[9]

 Хрватска
- Светско првенство у фудбалу:  1998.[10]

Тренер
 Динамо Загреб
- Прва лига Хрватске  (4) : 2013/14,[11] 2014/15,[12] 2015/16,[13] 2019/20.[14]
- Куп Хрватске  (2)  : 2014/15,[15] 2015/16,[16] (финале: 2013/14)[17]
- Суперкуп Хрватске: (финале: 2014)[18]

Ел Аин
- Првенство УАЕ  (1) : 2017/18.[19]
- Председников куп  (1) : 2017/18.[20]
- Суперкуп УАЕ: (финале: 2018)[21]
- Светско клупско првенство: (финале: 2018)[22]

Појединачни
- Државна награда за спорт Фрањо Бучар: 1998.[23]
- Орден Хрватског преплета: 1998.[24]